# Tau Geminorum
Tau Geminorum (τ Gem) är en stjärna i den norra delen av stjärnbilden Tvillingarna. Den har en skenbar magnitud på 4,42, vilket gör den synlig för blotta ögat under goda siktförhållanden. Denna stjärna är tillräckligt nära jorden att dess avstånd ska kunna beräknas med användning av parallaxteknik, vilket ger ett avstånd på cirka 321 ljusår (98 parsec) från solen.

## Egenskaper
Tau Geminorum är en utvecklad jättestjärna av spektraltyp K2 III. Den har en massa som är dubbelt så stor som solens och har expanderat till en radie 27 gånger solens radie. Utstrålningen från dess expanderade yttre atmosfär är 224 gånger solens vid en effektiv temperatur av 4 528 K och ger stjärnan den karakteristiska orangefärgade nyansen hos en stjärna av K-typ. Den bedöms ha en långsam rotation med en projicerad rotationshastighet på 5,8 km/s.
Denna stjärna har en brun dvärg, Tau Geminorum b, som följeslagare, vars massa är 18,1 gånger Jupiters massa, och som upptäcktes 2004 av Mitchell et al., som samtidigt upptäckte Ny Ophiuchi. Den bruna dvärgen har en omloppstid på 305 dagar eller 0,84 år för ett varv kring Tau Geminorum.